# 尾崎紅葉
尾崎紅葉（日语：／ Ozaki Kōyō，1868年1月10日—1903年10月30日，慶應三年12月16日－明治三十六年），日本小說家。本名德太郎。別號「緣山」、「半可通人」、「十千萬堂」。

## 生平
1868年出生於江戶（現今東京）。東京帝國大學（現今東京大學）國文科中退。
明治18年（1885年），與山田美妙等爱好文学的同人在硯友社發行文學同人誌《我樂多文庫》。明治30年（1897年）連載《金色夜叉》，可惜此作未完成，作者就去世了。尾崎紅葉是泉鏡花、小栗風葉、柳川春葉、德田秋聲等人的老師。

## 评价
红叶的作品以华丽的文笔而闻名于世，在批判欧化主义的潮流中，通过巧妙的描写令人联想起井原西鹤的风格而饱受褒奖。但是另一些评论家，例如北村透谷，则批评了《伽罗枕》中女性的旧观念。 国木田独步评价说，其前半期的作品是“穿着洋装的元禄文学”。与山田美妙的言文一致体“是”调相对应。他也尝试过“是”（此处指“である”,日语中口语化的“是”）的文体，但在他的作品中并没有成为主流。但是在他晚年的杰作《多情多恨》中，成功运用了文言一致体。
红叶的英文很好，当内田鲁庵的丸善书店发行《大不列颠百科全书》时，红叶买下了前三套中的一套。（因为《大不列颠百科全书》卖完了，所以又进了《世纪大辞典》。）内田鲁庵说：“即使知道自己死期将至，也在不怎么富裕的条件下买了昂贵的辞典，红叶有一种在文学上毫不吝惜的精神。直到死都不忘记对知识的追求。（中略）这是作为作家可贵的心，到死前我都不会忘记，他的故事值得被后人传颂。”红叶的许多作品都以他阅读过的美国流行小说做为参考，并对其进行了改编，且将其纳入自己的作品中。例如，惠子（Keiko Hori）指出巴沙·克莱（Basa Clay）的《比女人更弱》（Weaker Than Woman）是他后来的作品《金色夜叉》的蓝本。

## 年譜
- 慶應３年（1867年），出生於江戶芝中門前町（現今東京濱松町）
- 明治16年（1883年），進入舊制第一高等學校（東京大學前身）
- 明治18年（1885年）
  - 2月，與山田美妙、石橋思案、丸岡九華等人組成文學結社「硯友社」。
  - 5月，發行「我樂多文庫」。
- 明治20年（1887年）4月，入東京女子専門学校擔任漢學教師。
- 明治22年（1889年）
  - 4月，出版『二人比丘尼色懺悔』。
  - 12月，進入讀賣新聞社工作。
- 明治23年（1890年）自帝国大学退学。
- 明治24年（1891年）3月10日，與樺島喜久結婚。
- 明治25年（1892年）3月，「三人妻」在『讀賣新聞』連載。
- 明治26年（1893年）
  - 1月10日，長男弓之助誕生（早逝）。
  - 6月，「心の闇」在『讀賣新聞』連載。
- 明治27年（1894年）
  - 2月3日，長女藤枝誕生。
  - 同21日，父親惣蔵去世。
- 明治29年（1896年）
  - 2月，「多情多恨」在『讀賣新聞』連載。
  - 3月10日，次女彌生出生。
- 明治30年（1897年）1月，「金色夜叉」在『讀賣新聞』連載。
- 明治32年（1899年），健康狀況開始惡化。於 6 月前往鹽原， 7 月至 8 月前往新潟。
- 明治33年（1900年）3月26日，三女三千代誕生。
- 明治34年（1901年）
  - 5月，赴修善寺療養身體。
  - 同20日，次男夏彥誕生。
- 明治35年（1902年），辭去在讀賣新聞社的工作。同年進入二六新報工作。
- 明治36年（1903年）10月30日，在牛込區橫井町的自宅中死去。

## 主要作品
- 二人比丘尼色懺悔
- 伽羅枕
- 多情多恨
- 青葡萄
- 金色夜叉

## 関連項目
- 瀬沼夏葉
- 大橋乙羽

## 資料來源
- 尾崎紅葉 （页面存档备份，存于）

## 外部連結
- 尾崎紅葉 | 近代日本人の肖像 （页面存档备份，存于） - 国立国会図書館
- 第8章　文芸家（1） | あの人の直筆 （页面存档备份，存于） - 国立国会図書館
- 指定　史跡　尾崎紅葉旧居跡 （页面存档备份，存于）-新宿歴史博物館
- 港区ゆかりの人物データベースサイト・人物詳細ページ (尾崎紅葉) （页面存档备份，存于）
- 尾崎紅葉家研究，存于

1. ↑  高鹏飞.; [日]平山崇.  第一版. 苏州大学出版社. : 194頁. ISBN 978-7-81137-687-6. OCLC 886176233.
2. ↑  Oda, Mitsuo, 1951-; 小田光雄, 1951-.  Shohan. Tōkyō: Heibonsha. 2003. ISBN 4-582-85184-3. OCLC 53177087.